# Kabo Air
Kabo Air — приватна авіакомпанія Нігерії зі штаб-квартирою в місті Кано, що працює в сфері чартерних вантажних і пасажирських перевезень за контрактами з урядовими установами і комерційними компаніями країни. З 2009 року на короткий час авіакомпанія вводила регулярні маршрути з Кано в Абуджу, Дубай та Джідду. Портом приписки авіакомпанії і її головним транзитним вузлом (хабом) є міжнародний аеропорт імені Маллама Аміну Камо в Кано.

## Історія
Авіакомпанія Kabo Air була заснована в 1980 році д-ром Елхаджі Мухаммаду Адаму Данкабо і почала операційну діяльність у квітні наступного року.
У 2001 році компанія припинила авіаперевезення по внутрішніх маршрутах і стала надавати нові послуги чартерних перевезень, укладаючи разові і довгострокові контракти з урядом Нігерії і комерційними компаніями країни. Kabo Air мала дозвіл на організацію регулярних пасажирських перевезень з Нігерії в Рим, Найробі і Нджамену, проте не скористалася цим дозволом жодного разу за всю історію своєї роботи. Кілька разів виконувала рейси з Лагоса в Каїр.
Kabo Air повністю належить керуючій компанії «Kabo Air Travels Ltd».
У 2007 році Kabo Air пройшла процедуру перереєстрації в Управлінні цивільної авіації Нігерії (NCAA), задовольнивши тим самим вимоги державного органу про необхідність рекапіталізації та повторної реєстрації всіх нігерійських авіакомпаній до 30 квітня 2007 року.

## Маршрутна мережа

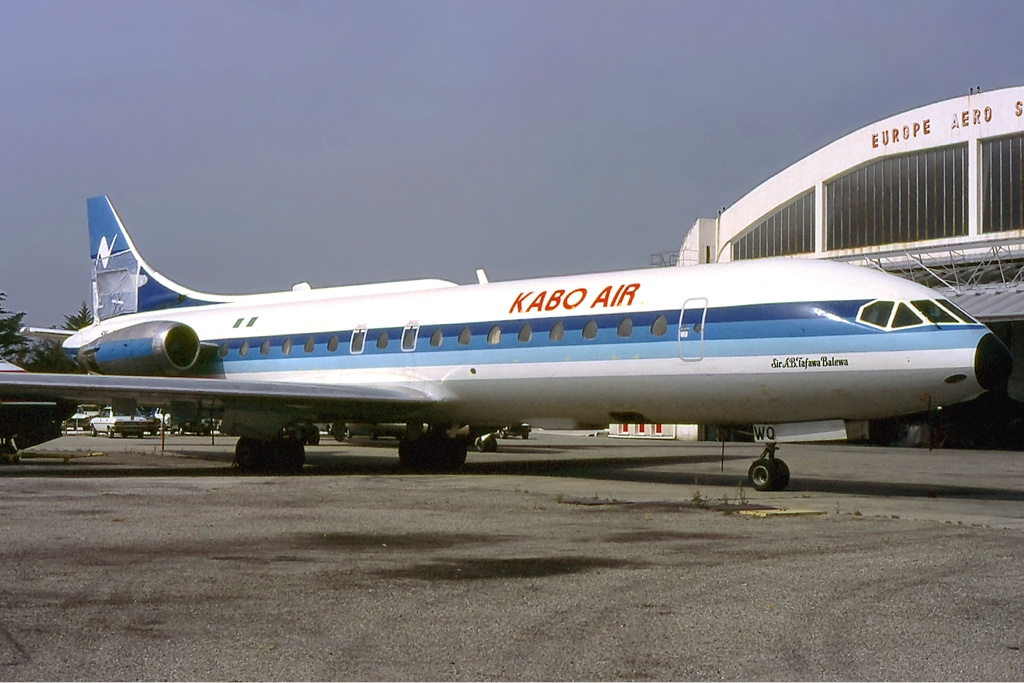
Sud Aviation SE-210 Caravelle 11R авіакомпанії Kabo Air в аеропорту Перпіньян/Рівальт

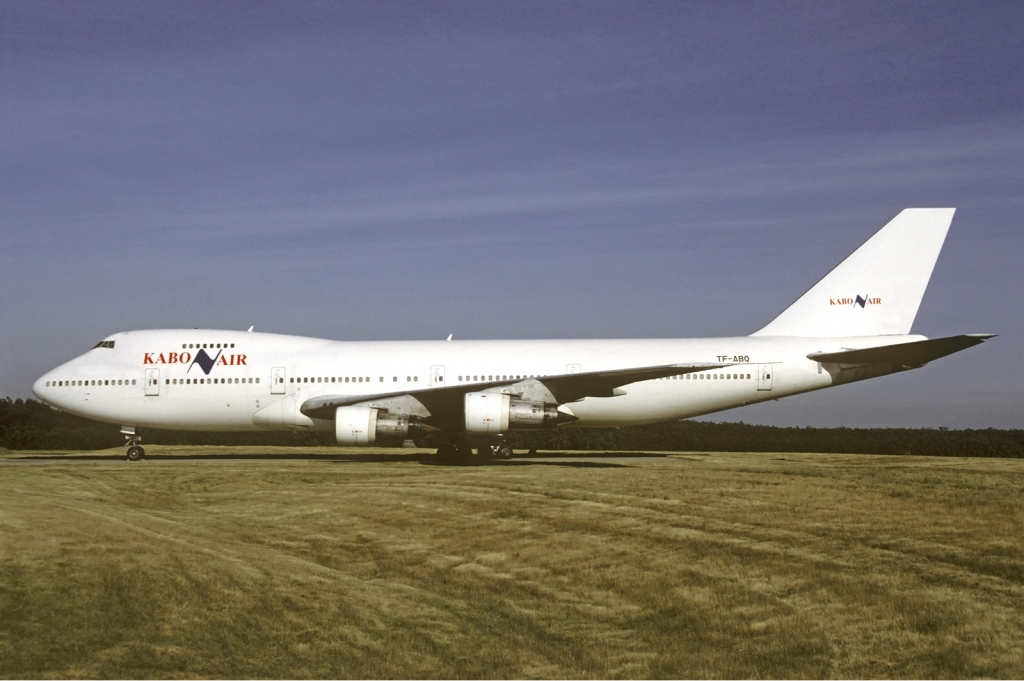
Boeing 747-246B авіакомпанії Kabo Air в міжнародному аеропорту Шарль де Голль, 1994 рік

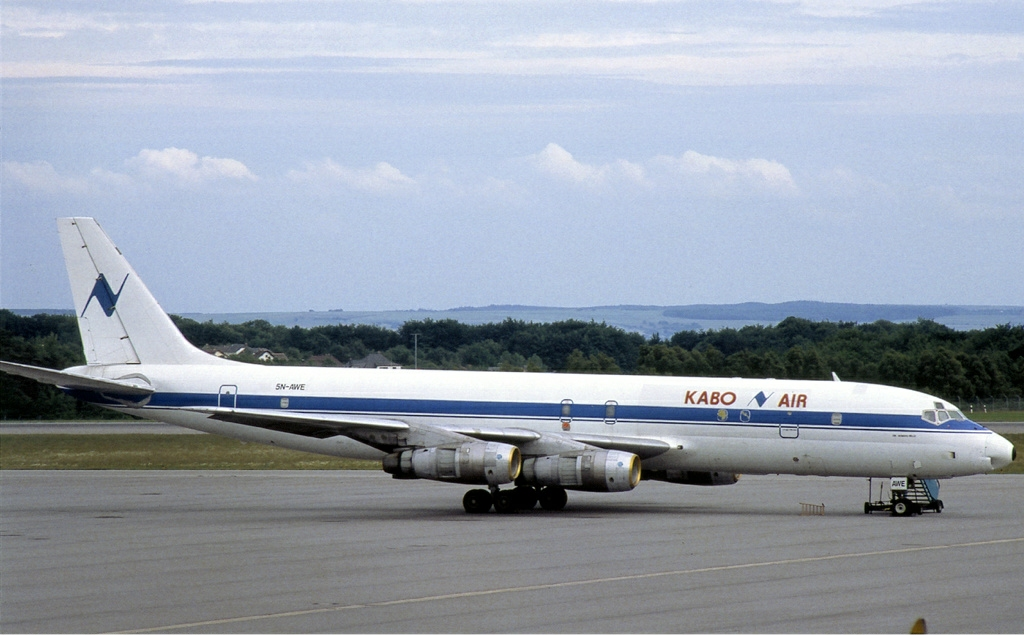
Вантажний Douglas DC-8-55(F) в аеропорту Люксембурга

У листопаді 2011 року авіакомпанія Kabo Air не мала жодного регулярного пасажирського маршруту і працювала тільки на чартерних контрактах.

## Флот
Станом на листопад 2016 року повітряний флот авіакомпанії Kabo Air складають наступні літаки:
| Тип літака     | В експлуатації | Примітки |
| Boeing 747-400 | 1              |          |
| Всього         | 1              |          |

## Авіаподії і нещасні випадки
- 6 серпня 1986 року. Sud Aviation SE-210 Caravelle III при здійсненні посадки в міжнародному аеропорту імені Маргарет Екпо (Калабар) викотився за межі злітно-посадкової смуги. Ніхто з пасажирів і членів екіпажу не постраждав, лайнер згодом був списаний[6].
- 16 вересня 1991 року. Літак BAC 1-11 здійснив посадку в аеропорту Порт-Харкорт з невипущеними стійками шасі. Ніхто з знаходилися на борту не постраждав, лайнер в результаті отриманих ушкоджень був списаний[7].
- 23 серпня 1992 року. Літак BAC 1-11 при посадці в міжнародному аеропорту імені султана Саддіка Абубакара викотився за межі злітно-посадкової смуги. На борту перебувало 53 пасажирів і 4 члени екіпажу, ніхто не постраждав, проте літак був списаний внаслідок отриманих ушкоджень[8].
- 12 січня 2010 року у знаходився на стоянці в міжнародному аеропорту Кано Boeing 747 Kabo Air в'їхав Airbus A330 авіакомпанії Middle East Airlines. Постраждалих серед пасажирів та членів екіпажів не виявилося, Boeing 747 отримав пошкодження лівого напівкрила і основного паливного бака, у Airbus A330 було пошкоджено ліве напівкрила. Розслідували причини інциденту фахівці зійшлися на тому, що події можна було б уникнути за наявності належного наземного освітлення в аеропорту[9].